# Matias Tosi-Socolov
Matias Tosi-Socolov (* 7. November 1980 in Buenos Aires) ist ein argentinischer Opernsänger (Bassbariton).

## Leben
Matias Tosi-Socolov begann in Buenos Aires seine Karriere als professioneller Tänzer, absolvierte ein Schauspielstudium und studierte Gesang.
Sein erstes Engagement erhielt er im Alter von 17 Jahren am Teatro Nacional Cervantes.
Mit gerade erst 18 Jahren wurde er Mitglied des Opernstudios am renommierten Teatro Colón in Buenos Aires Capital. Dort gab er den „Ferrando“ (Il trovatore), den „Polizeichef“ (Amelia al ballo) und „Antonio“ (Le nozze di Figaro). Im Sommer 2000 kam er nach Deutschland, um sein Gesangsstudium an der Hochschule für Musik und Theater München bei Wolfgang Brendel und Hans Sotin fortzusetzen. Er nahm noch zusätzlich Privatstunden bei Saverio Suárez-Ribaudo.
Mit 23 Jahren schaffte er den Sprung auf europäische Bühnen. Er trat u. a. als „Escamillo“, „Mefisto“, „Jago“ und „Dulcamara“ am Theater Regensburg auf. Es folgten Gastengagements u. a. als Crespel in Hoffmanns Erzählungen (Chiemsee-Festival), als „Kanzler“ in Die Prinzessin auf der Erbse (Junge Oper Stuttgart) und als Alfonso in Così fan tutte (Musikhochschule für Musik und Theater München). In der Spielzeit 2004/2005 ging er an die Staatsoper Stuttgart. Dort debütierte er als Mandarin in Turandot.
Matias Tosi-Socolov trat als Leporello in Don Giovanni bei den Opernfestspielen Heidenheim an der Brenz (2005) auf und wurde als Entdeckung des Jahres in der Zeitschrift Das Opernglas tituliert. In der Spielzeit 2005/2006 trat er in „Doktor Faust“ am Staatstheater Stuttgart auf, zur selben Zeit brillierte er als „Don Giovanni“, die Titelpartie aus der gleichnamigen Oper von W. A. Mozart, am Stadttheater in Regensburg und als Papageno in Die Zauberflöte bei den Heidenheimer Opernfestspielen (2006).
Seit der Spielzeit 2007/2008 ist er Ensemblemitglied der Staatsoper Stuttgart. In der Spielzeit 2008 wird er bei den Bregenzer Festspielen in der neuen Produktion von Puccinis Tosca als Cesare Angelotti  zu sehen sein.
Weitere Gastspielreisen führten den Sänger nach Essen, Dubai und Abu Dhabi.